# Parque Deportivo Estadio Nacional
El Parque Deportivo Estadio Nacional es un parque urbano y complejo deportivo multidisciplinario alrededor del Estadio Nacional Julio Martínez Prádanos, en Ñuñoa, ciudad de Santiago, Chile. Fue ideado bajo el contexto de las obras para los Juegos Panamericanos de 2023, y contempla la construcción de infraestructura para la realización de deportes de alto rendimiento y actividades recreativas en 64 hectáreas, cuya apertura se realizó en 2023.
El proyecto incluye la mejora de recintos deportivos ya existentes, y remodelaciones para deportes recreativos, que incluyen 5,3 km de ciclovías y circuitos de trote, y 10 hectáreas de áreas verdes. Dentro de los nuevos recintos se incluyen los centros de entrenamientos para hockey césped, de deportes de contacto, paralímpico, deportes colectivos, deportes acuáticos, atletismo, tenis y los deportes de raquetas, patinaje y la Explanada de Deportes Urbanos.

## Recintos interiores
El parque cuenta con 12 recintos para cobertura de diversos deportes:
- Centro de Entrenamiento y Competencias de Deportes Acuáticos Kristel Köbrich Schimpl
- Centro de Entrenamientos del Atletismo Mario Recordón
- Coliseo del Estadio Nacional
- Centro de Entrenamiento y Competencias de los Deportes Colectivos
- Polideportivo 1
- Explanada de los Deportes Urbanos
- Cancha de fútbol Sur
- Centro de Entrenamiento Paralímpico
- Centro de Entrenamiento del Hockey Césped
- Centro de Entrenamiento de los Deportes de Contacto
- Centro de Entrenamiento del Tenis y Deportes de Raquetas
- Patinódromo

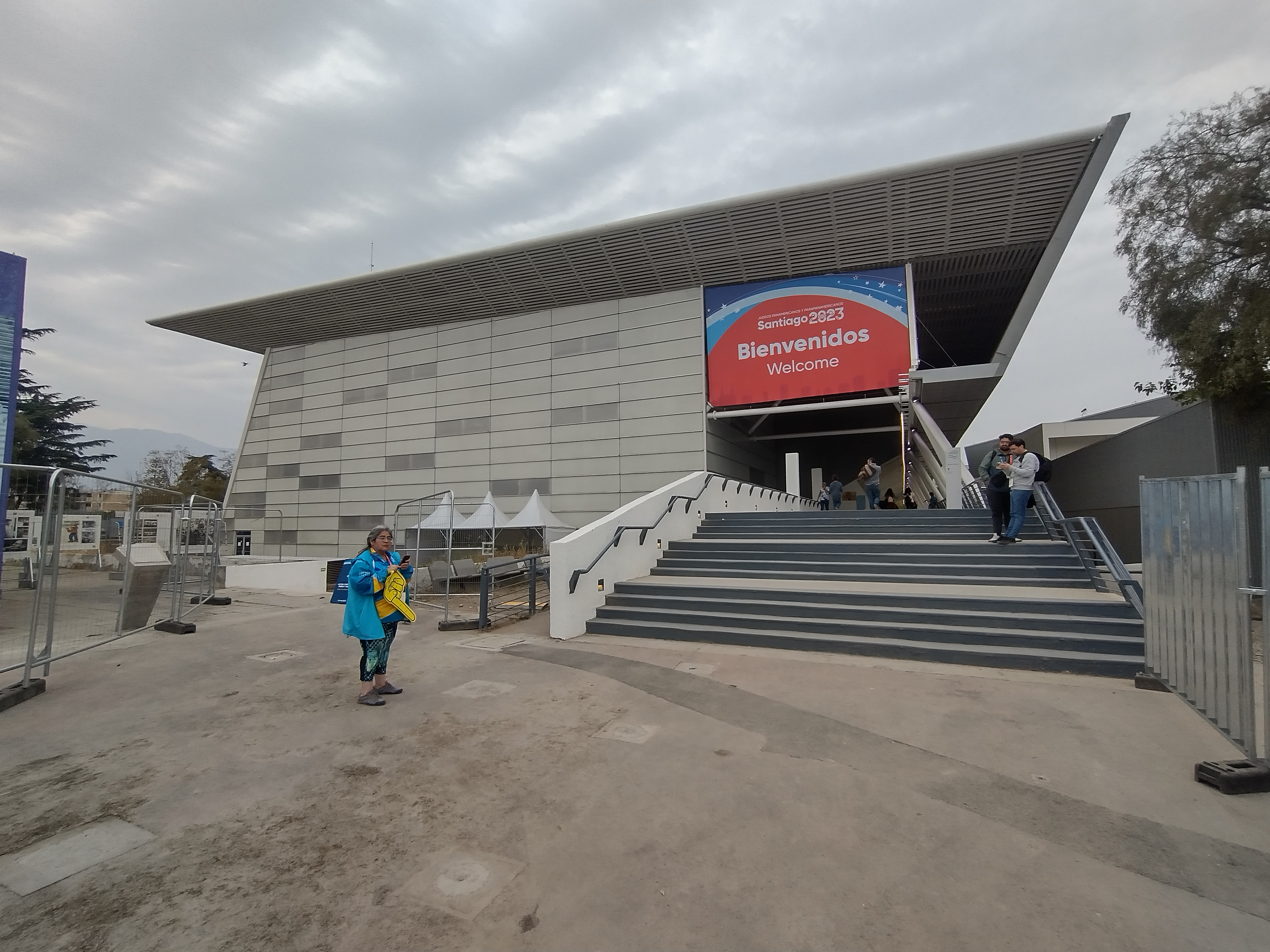
Centro Acuático, edificio oriente
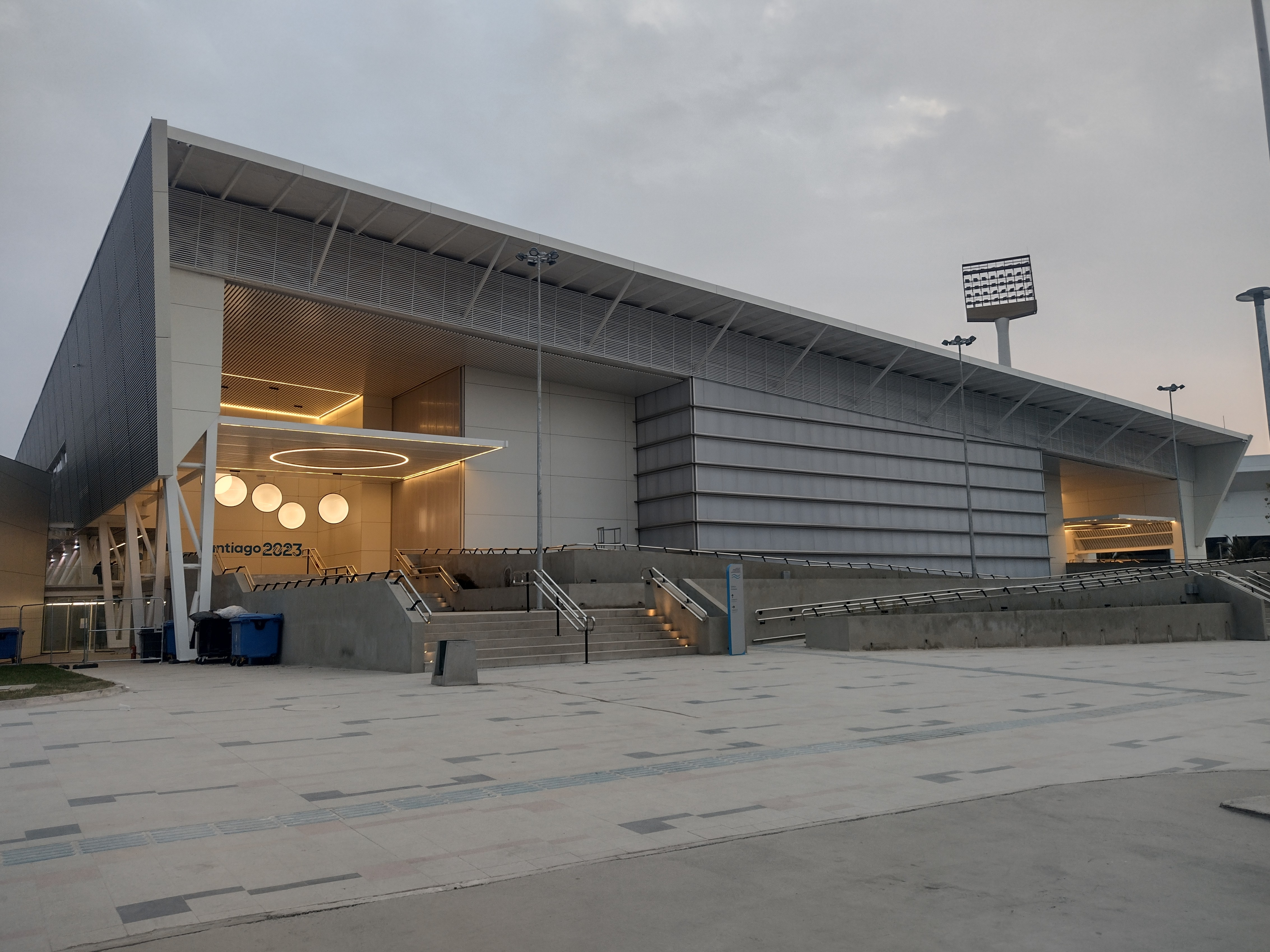
Centro Acuático, edificio poniente
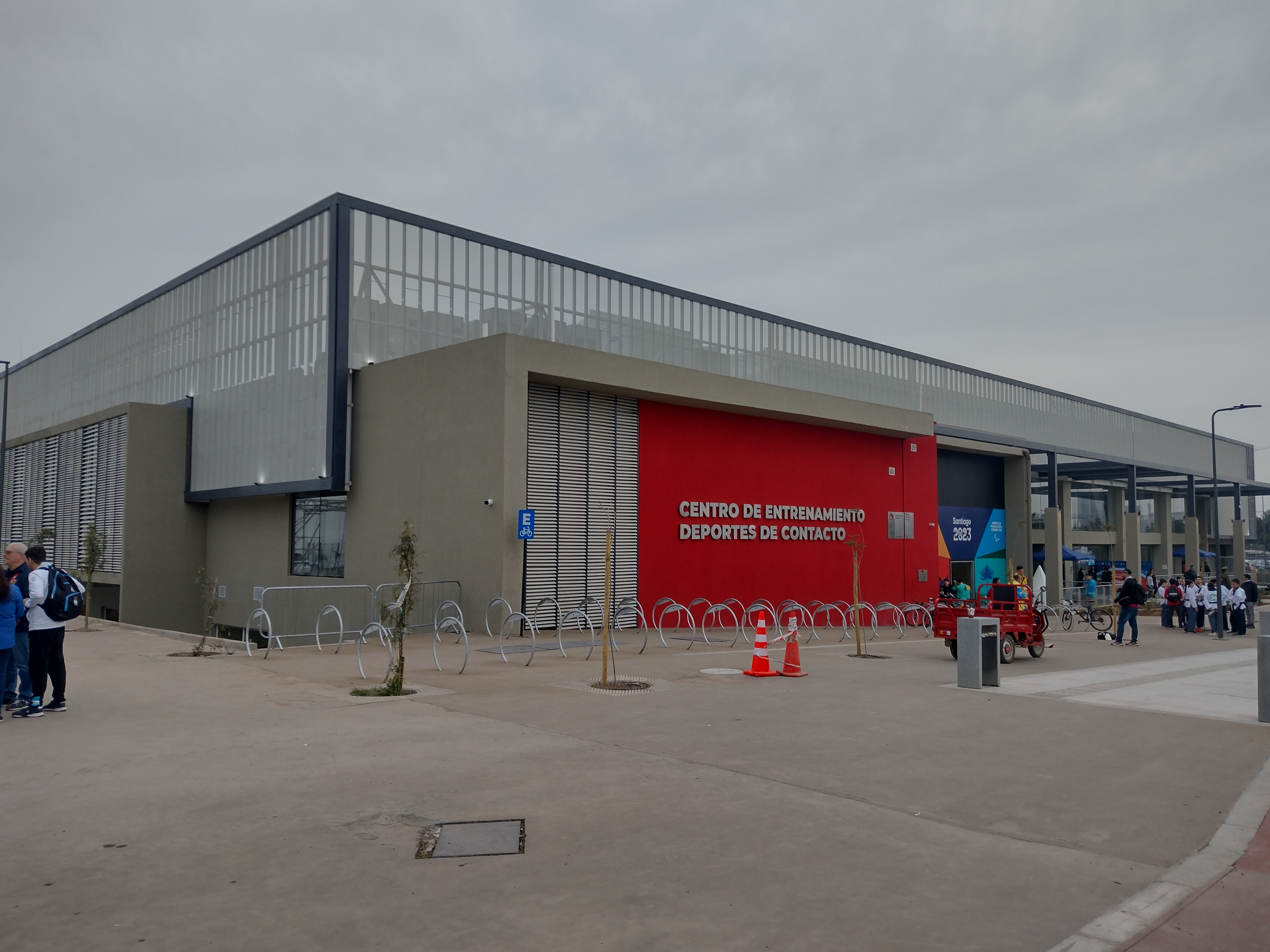
Centro de Entrenamiento de los Deportes de Contacto
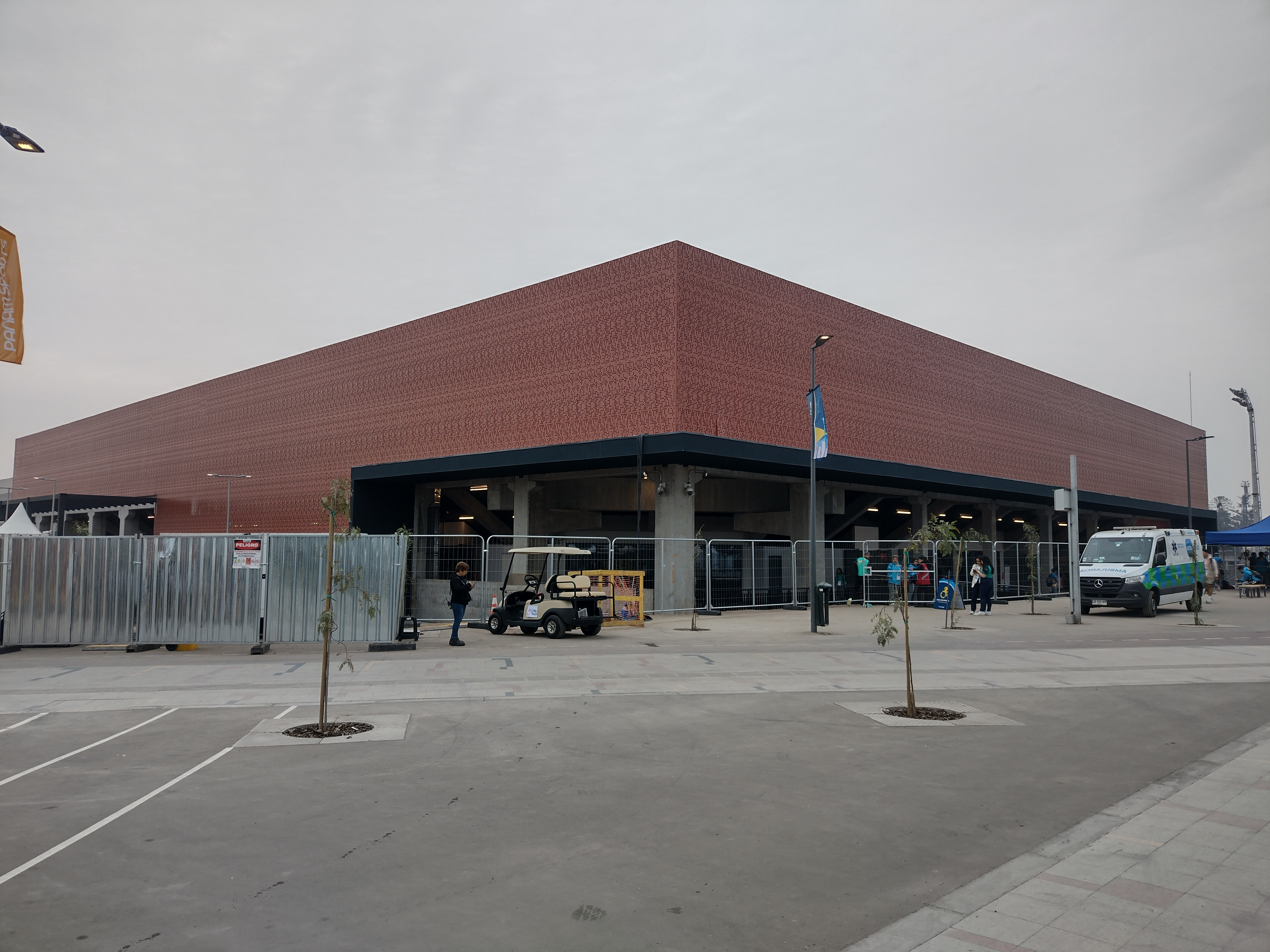
Centro de Entrenamiento y Competencias de los Deportes Colectivos
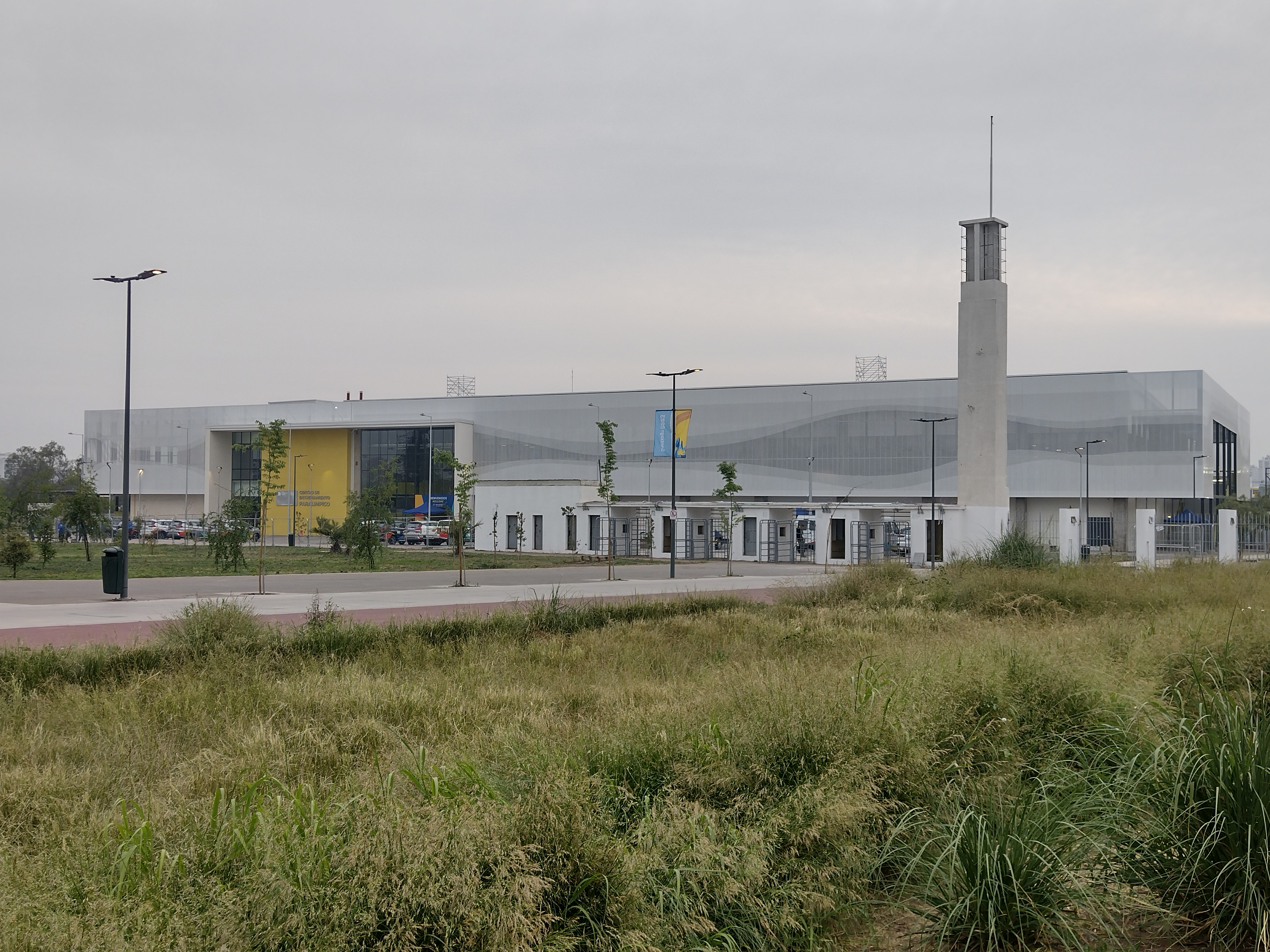
Centro de Entrenamiento Paralímpico
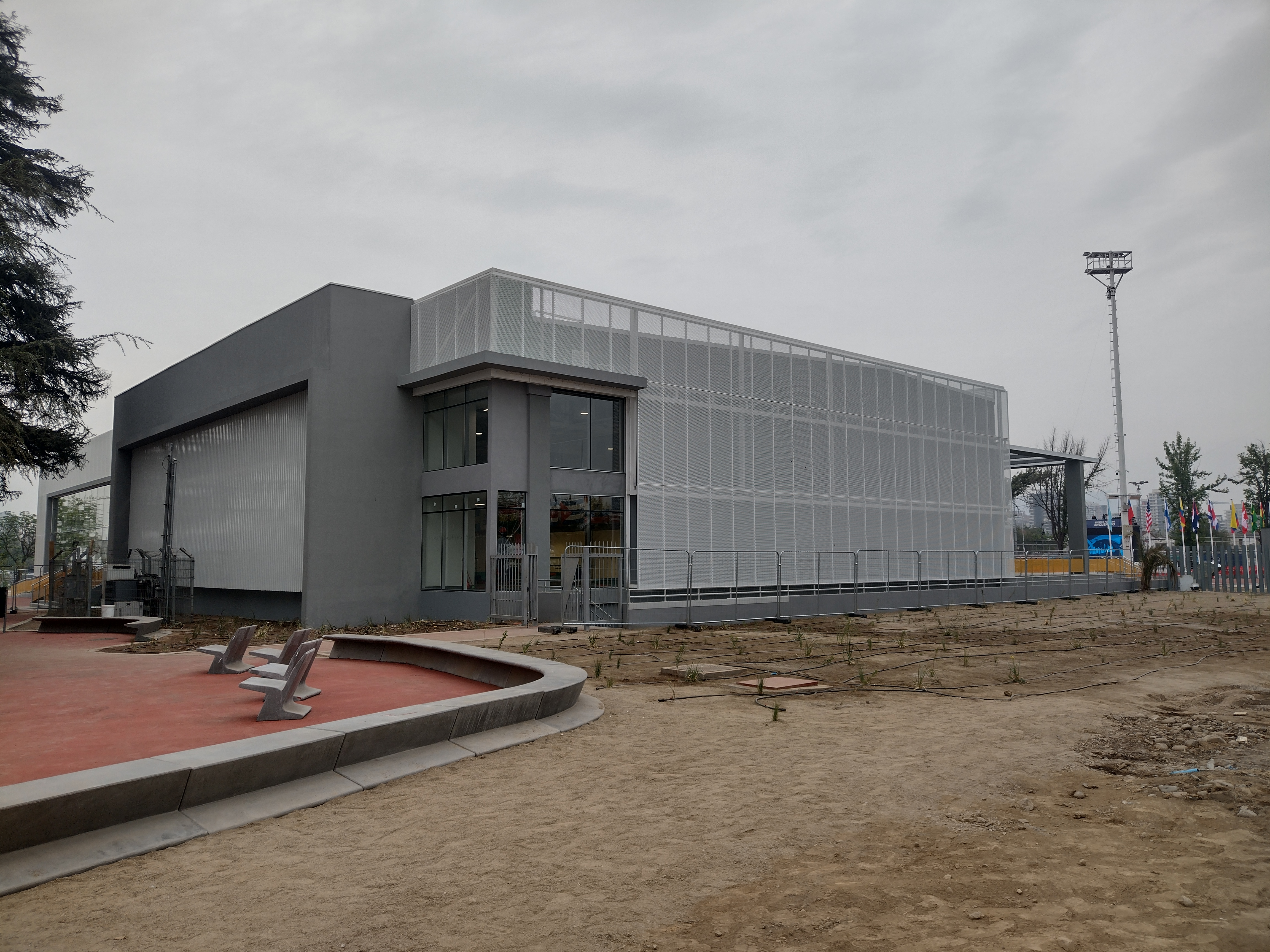
Centro Deportivo de las Raquetas
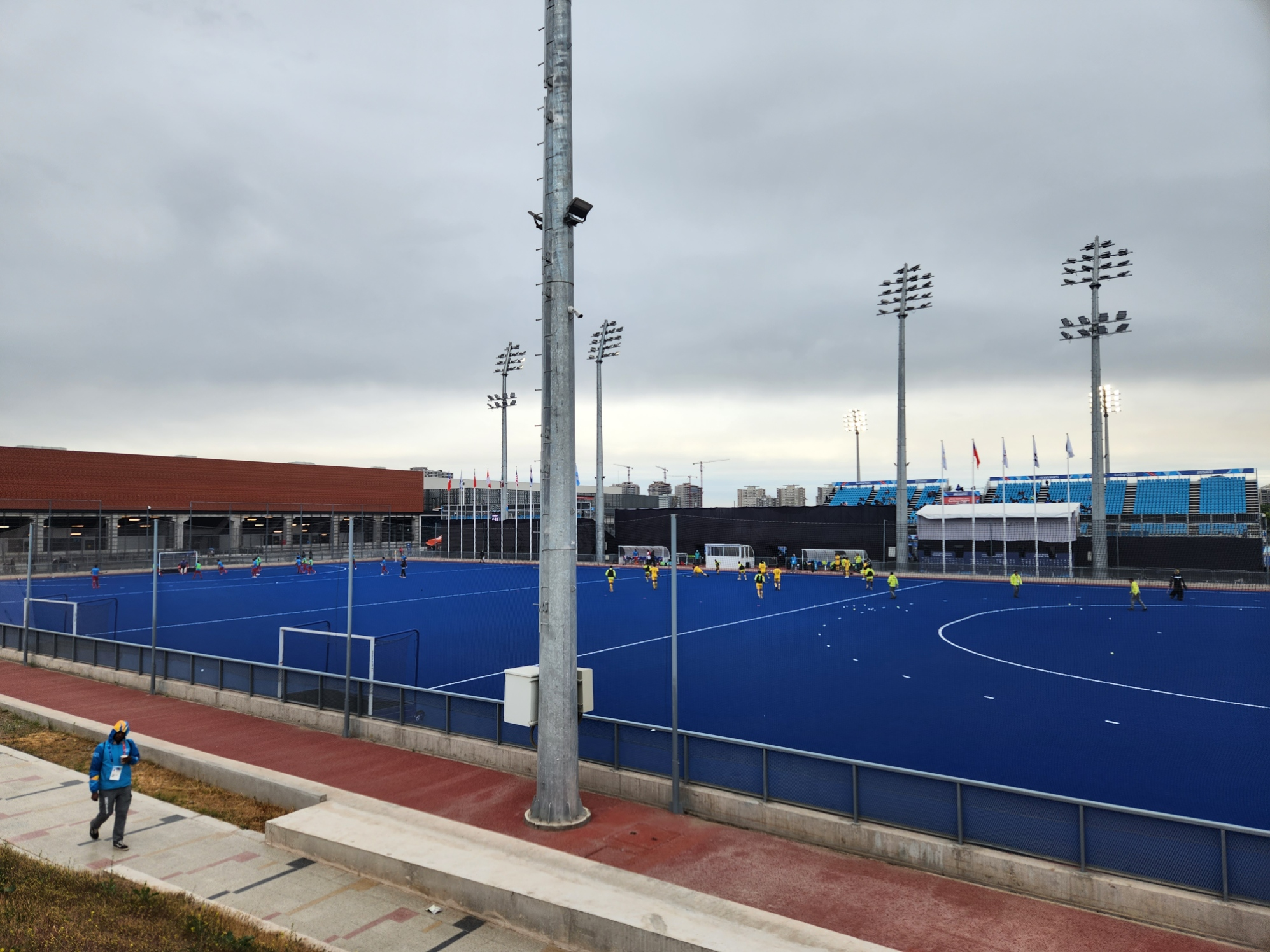
Centro de Hockey Césped